# دیوید جی سی ماکای
 دیوید جی سی ماکای (انگلیسی: David J. C. MacKay؛ زاده ۲۲ آوریل ۱۹۶۷) یک دانشمند اهل بریتانیا است.